# Charte de Munich
La Charte de déontologie de Munich (ou Déclaration des devoirs et des droits des journalistes), signée le 24 novembre 1971 à Munich et adoptée par la Fédération européenne des journalistes, est une référence européenne concernant la déontologie du journalisme, distinguant dix devoirs et cinq droits. Le texte reprend les principes de la charte des devoirs professionnels des journalistes français écrite en 1918 et remaniée en 1938, pour y préciser les droits permettant de les respecter. Il reprend le principe du secret professionnel (article 7, repris ci-dessous), en y ajoutant un devoir jugé essentiel, celui de la protection des sources d'information des journalistes.

## Histoire
La charte de Munich a été rédigée avec le concours de Paul Parisot, président du Syndicat des journalistes français (CFDT), devenu Union syndicale des journalistes CFDT, journaliste à Franc-Tireur, embauché au début des années 1960 à la rédaction du quotidien France-Soir de Pierre Lazareff, où il a tenté d'empêcher l'arrivée de Robert Hersant, avec la société des rédacteurs du journal. Paul Parisot obtient la création de l’Union nationale des syndicats de journalistes (UNSJ) en 1966. Lors du congrès de la FIJ (Fédération internationale des journalistes) à Dublin en avril 1968, les syndicats de journalistes français, belges et allemands demandent que des garanties soient recherchées en Europe, pour l'indépendance des journalistes, face aux pressions du patronat et des États.
Ensuite, lors d'une conférence organisée en 1971 à Munich à l'invitation du Deutscher Journalisten-Verband, Paul Parisot rédige la déclaration des droits et des devoirs des journalistes, dite Charte de Munich, signée par tous les autres syndicats de journalistes français, ainsi que par ceux de cinq autres pays du marché commun européen (Allemagne, Belgique, Italie, Luxembourg et Pays-Bas).

## Dix devoirs et cinq droits
Rédigés dans un style direct et concis, pour être accessibles à tous, les 15 articles de la charte tiennent sur une page. La rédaction est précise, pour être facile à interpréter, en cas de recours en droit. Concret et pratique, le texte se veut un guide utile à l'exercice du journalisme au quotidien.
Le premier article des devoirs, le plus important, souligne qu'un journaliste salarié ne doit pas hésiter à prendre des risques pour respecter la vérité, le 10e rappelant qu'il travaille sous l'autorité exclusive des responsables de sa rédaction. Le 3e insiste sur le respect des sources et le 7e sur leur protection.
Les articles 4, 5 et 6 protègent les personnes citées ou photographiées.
Les articles 8 et 9 définissent avec précision les frontières entre journalisme et communication.
Les cinq articles relatifs aux droits sont un peu plus longs, pour permettre aux journalistes d'exiger, en justice ou auprès de tout autre pouvoir, les moyens de respecter leurs devoirs.
L'article 12 définit un droit de retrait en cas de viol par l'employeur du contrat de confiance avec les lecteurs, contrat qui doit être écrit.
L'article 14 dit que l'actionnaire doit dialoguer avec l'équipe rédactionnelle.

### Les dix devoirs de la charte
Chaque journaliste doit :
1. Respecter la vérité, quelles qu’en puissent être les conséquences pour lui-même, et ce, en raison du droit que le public a de connaître la vérité.
2. Défendre la liberté de l’information, du commentaire et de la critique.
3. Publier seulement les informations dont l’origine est connue ou les accompagner, si c’est nécessaire, des réserves qui s’imposent ; ne pas supprimer les informations essentielles et ne pas altérer les textes et les documents.
4. Ne pas user de méthodes déloyales pour obtenir des informations, des photographies et des documents.
5. S’obliger à respecter la vie privée des personnes.
6. Rectifier toute information publiée qui se révèle inexacte.
7. Garder le secret professionnel et ne pas divulguer la source des informations obtenues confidentiellement.
8. S’interdire le plagiat, la calomnie, la diffamation, les accusations sans fondement ainsi que de recevoir un quelconque avantage en raison de la publication ou de la suppression d’une information.
9. Ne jamais confondre le métier de journaliste avec celui du publicitaire ou du propagandiste ; n’accepter aucune consigne, directe ou indirecte, des annonceurs.
10. Refuser toute pression et n’accepter de directives rédactionnelles que des responsables de la rédaction.

### Les cinq droits de la charte
1. Les journalistes revendiquent le libre accès à toutes les sources d’information et le droit d'enquêter librement sur tous les faits qui conditionnent la vie publique. Le secret des affaires publiques ou privées ne peut en ce cas être opposé au journaliste que par exception en vertu de motifs clairement exprimés.
2. Le journaliste a le droit de refuser toute subordination qui serait contraire à la ligne générale de son entreprise, telle qu'elle est déterminée par écrit dans son contrat d'engagement, de même que toute subordination qui ne serait pas clairement impliquée par cette ligne générale.
3. Le journaliste ne peut être contraint à accomplir un acte professionnel ou à exprimer une opinion qui serait contraire à sa conviction ou sa conscience.
4. L'équipe rédactionnelle doit être obligatoirement informée de toute décision importante de nature à affecter la vie de l’entreprise. Elle doit être au moins consultée, avant décision définitive, sur toute mesure intéressant la composition de la rédaction : embauche, licenciement, mutation et promotion de journaliste.
5. En considération de sa fonction et de ses responsabilités, le journaliste a droit non seulement au bénéfice des conventions collectives, mais aussi à un contrat personnel assurant sa sécurité matérielle et morale ainsi qu’une rémunération correspondant au rôle social qui est le sien et suffisante pour garantir son indépendance économique.

## Signataires
La charte est adoptée par les syndicats de journalistes des 6 pays du Marché commun réunis à Munich, le 24 novembre 1971, qui votent à l'unanimité « la Déclaration des devoirs et des droits des journalistes ». Les syndicats de journalistes de Suisse et d'Autriche, ont participé à la réunion et voté également la charte.
Elle est ensuite adoptée par la Fédération internationale des journalistes (FIJ), puis plus tard par l'Organisation internationale des journalistes (OIJ) qui était son pendant soviétique durant la Guerre froide. L'Union nationale des syndicats de journalistes français a ensuite demandé aux organisations d'employeurs que ce texte figure en préambule de la convention collective des journalistes, afin d'imposer à tous « les principes éthiques de la profession et les clauses nécessaires à son extension », selon Bernard Voyenne, dans Les journalistes français. Cette demande n'a pas abouti, et une partie des directeurs de journaux français indiquaient, dans une enquête effectuée en 2000, ne pas connaître la charte de Munich.

## Utilisateurs
Parmi les nombreux utilisateurs, beaucoup de médias et de syndicats de journalistes, mais aussi en France le Conseil de déontologie journalistique et de médiation.

## Respect de la vie privée
C'est l'article 5 des devoirs: « s’obliger à respecter la vie privée des personnes », souvent invoqué de pair avec l'article 4, qui demande « ne pas user de méthodes déloyales pour obtenir des informations, des photographies et des documents », le terme déloyal étant rendu plus fort lorsqu'un autre article de la charte est également violé.
La charte a parfois été évoquée par des parlementaires pour suggérer une modération des médias, dans le domaine du respect de la vie privée. Dans l'affaire de publication du dossier médical de Johnny Hallyday, la députée UMP Muriel Marland-Militello, qui avait défendu avec 24 députés UMP le droit au secret médical, a souligné que cette publication était « en contradiction » avec « la Charte de Munich, qui préconise de ne pas user de méthodes déloyales pour obtenir des informations, des photographies et des documents et de s'obliger à respecter la vie privée des personnes ».

## La Charte de Munich en France
La création, en octobre 2009, du Syndicat de la presse indépendante d'information en ligne par Mediapart, Rue89, @rrêt sur images, Indigo Publications, Slate, Terra Eco et Bakchich.info, a amené ces sept publications à préciser qu'elles comptent faire respecter la charte dans leurs rédactions. Celle-ci est également officiellement reconnue par des entreprises comme France Télévision et le Canard enchaîné.
Un projet de charte déontologique remplaçant celle de Munich et susceptible d'entrer dans la convention collective des journalistes a cependant été présenté le 27 octobre 2009 à Paris par un groupe de dix « sages » menés par Bruno Frappat, qui a suscité des réactions diverses sur Internet et dans la presse écrite.
Le SNJ s'est inquiété de ce projet et a en particulier déploré que le projet de nouveau texte ne mentionne pas de façon explicite que les « devoirs énoncés s’appliquent à l’ensemble des acteurs de la chaîne éditoriale », notamment aux journalistes qui, « de par leur titre ou leur fonction, ont autorité sur d’autres journalistes ». Pour le SNJ, qui avait rédigé le premier code de déontologie en 1918, tout texte doit mentionner que « la responsabilité du journaliste vis-à-vis du public prime sur toute autre responsabilité ». Les deux autres principaux syndicats de journalistes, l'Union syndicale des journalistes CFDT et le Syndicat national des journalistes CGT ont exprimé les mêmes préoccupations.
Le SNJ, premier syndicat chez les journalistes avec plus de 49 % des voix, a rappelé que la déontologie ne peut être dissociée du problème de la « reconnaissance juridique de l’équipe rédactionnelle », qui doit se voir reconnue la possibilité de « s’opposer collectivement à tout ce qui pourrait contrevenir aux principes déontologiques et à la conscience professionnelle des journalistes ».